# Doctor en Medicina
Doctor o Doctora en Medicina (MD) del latín Medicinæ Doctor quiere decir "Profesor de Medicina". 

## Estados Unidos y Canadá
Se trata de un primer grado profesional (grado de calificación) en algunos países, incluyendo Estados Unidos y Canadá, aunque la formación comienza después de haber obtenido al menos 90 créditos de trabajo universitario.

## Mancomunidad de Naciones
En el Reino Unido y Australia, el MD es un alto grado de doctorado en investigación académica que se asemeja a un doctorado. En Gran Bretaña y muchos países de la Commonwealth, la licenciatura en calificación médica, es más bien la Licenciatura en Ciencias Médicas, Licenciado en Medicina y Licenciatura en Cirugía (MBBS o BMBS o MBCHB).